# Hanswerner Heincke
Hanswerner Heincke (* 28. Mai 1905 in Königsberg (Preußen); † 24. August 1986 in Ratingen) war ein deutscher Philologe.

## Leben
Heincke besuchte das Collegium Fridericianum. Nach dem Abitur studierte er zunächst Architektur in Graz und Breslau, dann an der Albertus-Universität Königsberg Germanistik, Geschichte, Kunstgeschichte, Religion, Volkskunde und Philosophie. 1924 wurde er im Corps Hansea Königsberg aktiv. Mit einer Doktorarbeit bei Walther Ziesemer wurde er zum Dr. phil. promoviert. Wie sein Vater, Paul Heincke (1878–1968), war er Mitarbeiter beim Reichskolonialbund in Tragheim. Als er wegen einer schweren Erkrankung im Krankenhaus der Barmherzigkeit behandelt wurde, lernte er seine spätere Frau (eine Krankenschwester) kennen. Als kriegsfreiwilliger Leutnant des Königsberger Flakregiments kämpfte er im Deutsch-Sowjetischen Krieg und in Dänemark. In der Nachkriegszeit in Deutschland war er Jugenderzieher bei der Inneren Mission in Niedersachsen und Kulturreferent bei Vertriebenenverbänden, insbesondere bei der Landsmannschaft Ostpreußen in Nordrhein-Westfalen.
Mit seiner Frau Gertrud hatte er sich in Düsseldorf früh der Arbeit für die Heimatvertriebenen verschrieben. Ab 1954 war er Lehrer für Deutsch, Religion und Philosophie; er blieb es auch im Pensionsalter. Seit 1974 redigierte er den Königsberger Bürgerbrief der Stadtgemeinschaft Königsberg. In Duisburg betreute er das Museum Stadt Königsberg. Von 1927 bis 1985 verfasste er 150 Bücher, Aufsätze und Manuskripte.

## Mitwirkung an Projekten
- Altpreußische Biographie, N.G. Elwert Verlag Marburg
- Bestandsaufnahme der ost- und westpreußischen Literatur der Ost- und Westpreußen Stiftung in Bayern e.V.

## Ehrungen
- Agnes-Miegel-Plakette
- Goldenes Ehrenzeichen der Landsmannschaft Ostpreußen
- Königsberger Bürgermedaille
- Ernst-Moritz-Arndt-Plakette